# Mikrobteorin

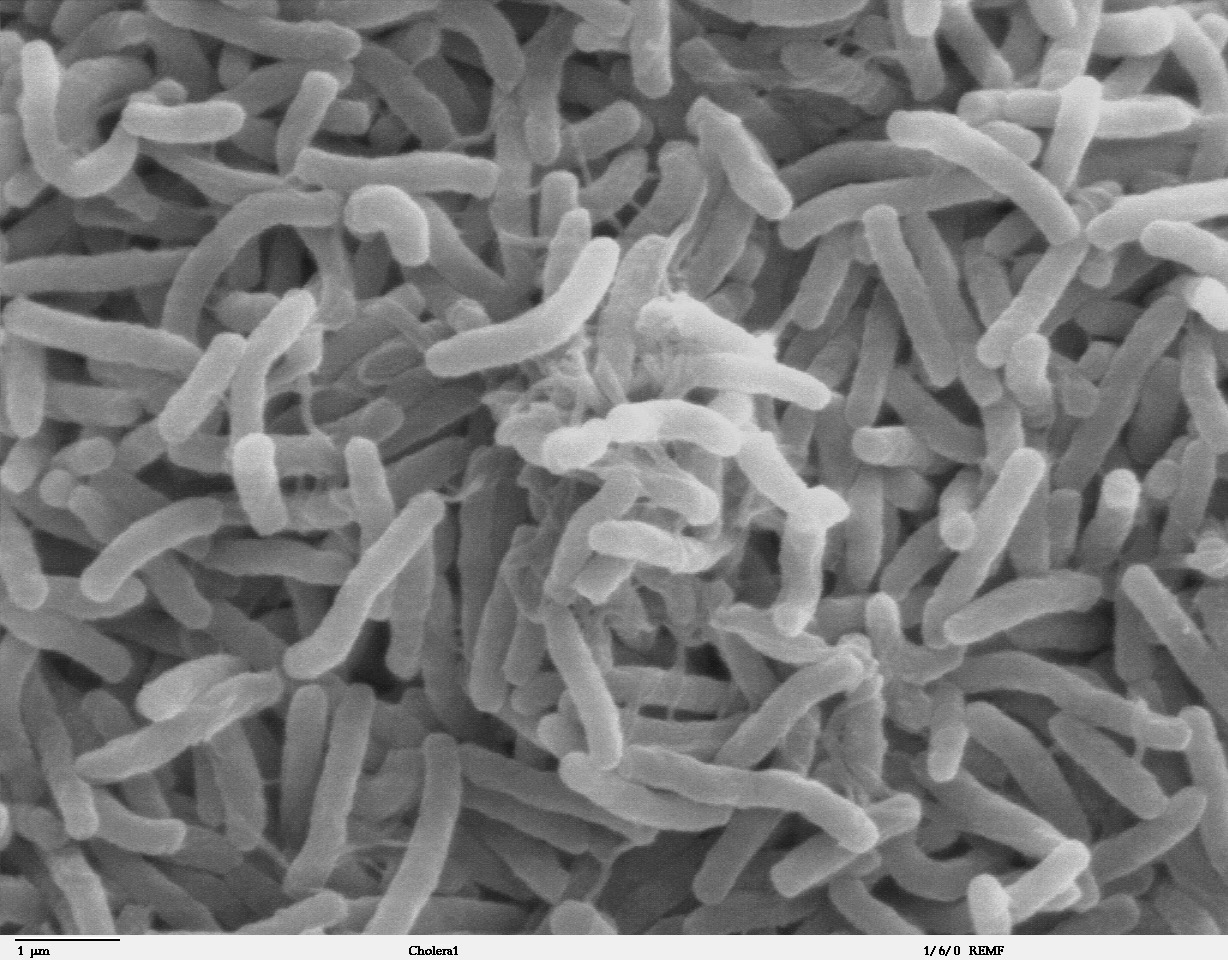
Svepelektronmikroskopibild av Vibrio cholerae, bakterien som orsakar sjukdomen kolera.

Mikrobteorin eller Bakterieteorin (engelska: germ theory of disease) är den accepterade vetenskapliga teorin om infektionssjukdomarnas uppkomst. Enligt teorin kan olika mikrober vars storlek gör dem omöjliga att se med blotta ögat invadera kroppen och orsaka sjukdom. Dessa patogener kan vara levande som bakterier, protister eller svampar; eller icke-levande som virus, prioner eller viroider. Även om en viss patogen är huvudorsaken bakom en sjukdom kan många andra faktorer, bland annat miljö- och ärftliga faktorer, påverka sjukdomens förlopp och svårighetsgrad.
Mikrobteorin ersatte miasmateorin som varit den gällande teorin sedan antiken. Under 1800-talet gjorde flera läkare och andra vetenskapsmän observationer och experiment som ledde till att miasmateorins giltighet kom att ifrågasättas. Louis Pasteur och Robert Koch gjorde särskilt viktiga insatser inom mikrobiologin under andra halvan av 1800-talet. Mot slutet av århundradet hade teorin om miasma i princip ersatts av mikrobteorin och man hade lyckats identifiera de första bakterierna i vetenskapliga undersökningar.
De ansträngningar och upptäckter som gjordes ledde till etablerandet av helt nya forskningsfält som epidemiologi, mikrobiologi och immunologi. Ytterligare direkta och indirekta upptäckter relaterade till mikrobteorin inkluderar antibiotika, effektiva vaccin mot flertalet sjukdomar och ökad kunskap om smittskydd. Omkring 1930 hade de flesta vanliga infektioner orsakade av bakterier fått sin förklaring och i slutändan har flera av historiens dödligaste sjukdomar blivit behandlingsbara. Tillsammans med förbättringar i levnadsstandard och sanitära förhållanden ledde den medicinska utvecklingen till en ökning av medellivslängden i berörda delar av världen med flera decennier.

## Bakgrund
Även den mänskliga förhistoriens jägar- och samlarsamhällen bör ha utsatts för diverse infektioner och skador med efterföljande sårinfektioner. Samtidigt borde människan ha varit relativt förskonad från epidemier innan omställningen till jordbrukssamhällen tog sin början för omkring 9 000 år sedan. Omställningen ledde till befolkningstillväxt, arbetsfördelning och grundandet av de första civilisationerna. Baksidor som ökad befolkningstäthet, sanitära problem och närheten till tamdjur med ökad risk för zoonoser, ledde till en ökad risk för epidemier som kvarstår i modern tid. Skriftliga belägg för hur befolkningen drabbades av olika farsoter finns bevarade i Gamla testamentet, i olika texter som rör tiden omkring 1 500–500 år f. Kr. Under antiken hemsöktes grekerna av pesten i Aten och romarna av den justinianska pesten som båda fick omfattande följder. I Kinas historia finns pestepidemier dokumenterade sedan 200-talet f. Kr.

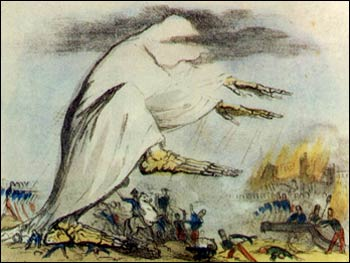
Robert Seymours tolkning i samband med att den andra kolerapandemin drabbade England 1831.

Från antiken fram till 1800-talet var miasmateorin, som menade att sjukdomar uppstod på grund av dålig luft, den gängse teorin för olika sjukdomars uppkomst i Europa. Liknande idéer uppstod också i Indien och Kina. Miasman var inte den enda antika teorin och idén om kontagion, smitta som kunde överföras genom beröring fanns, men var mindre utbredd. Man hade också kunskap om faran med svält och kostens betydelse. När epidemier uppstod tolkades de ofta enligt religiösa förtecken som ett gudomligt straff. Ibland kunde olika perspektiv samsas. Den persiske läkaren och filosofen Avicenna förordade miasmateorin, samtidigt som han lade fram teorier om att smitta kunde överföras via andningsluft, vatten och jord.
Själva begreppet miasma uppstod först i slutet av 1600-talet i Italien och blev inom kort den gängse benämningen på fenomenet. Miasmateorin överlevde utan större motstånd fram till 1800-talet. Observationer som att malaria var vanligare i fuktiga och heta klimat gav stöd för teorin. Dessutom saknades under större delen av miasmateorins storhetstid tekniska förutsättningar för att utmana den. De upptäckter som till slut lyckades bevisa mikrobteorins riktighet visade sig vara beroende av dels mikroskopi och dels metoder för odling av mikroberna, inklusive utvecklingen av olika odlingsmedier.

## Historia

### Fram till 1840: mikrobteorins förhistoria

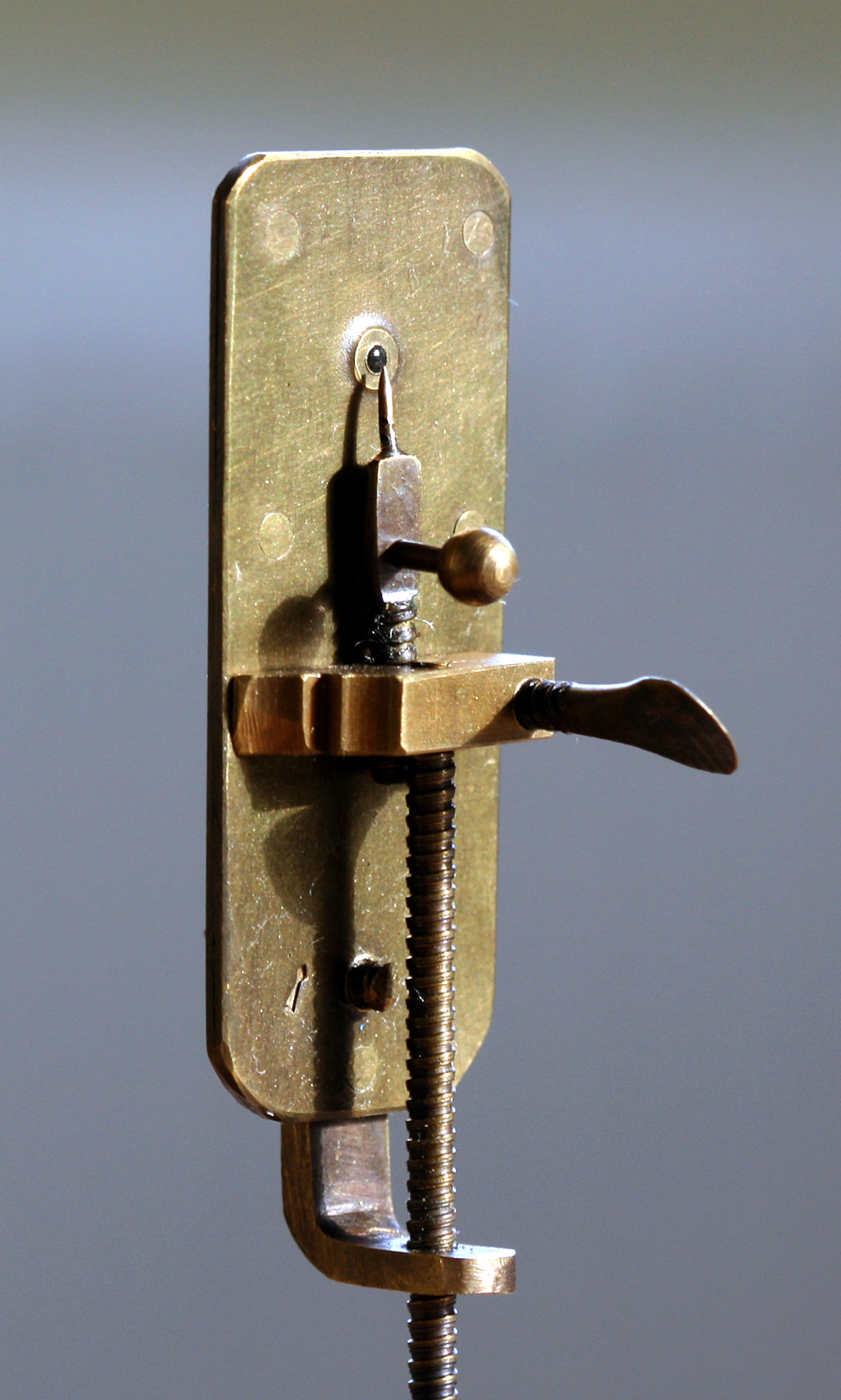
Modern replika av Leeuwenhoeks mikroskop.

I flera hundra år efter att grunderna för vetenskaplig metodik år 1269 lagts fram av franciskanermunken Roger Bacon, saknades teknologin för att göra bestående framsteg inom mikrobiologi. Under renässansen skrev den italienske läkaren Girolamo Fracastoro en avhandling till försvar för kontagionismen. I De contagione (1546) postulerade han att levande organismer som var för små för att ses med blotta ögat kunde överföras mellan människor och orsaka infektioner. Över hundra år senare var den nederländske autodidakten Antonie van Leeuwenhoek i färd med att prova sitt egenhändigt tillverkade mikroskop och blev sannolikt den första att observera bakterier. Upptäckten av "små djur" som han sett med mikroskopet vidarebefordrades till Royal Society 1676. År 1684 publicerade han de första bevarade illustrationerna av bakterier. Bilderna visar distinkta bakteriesorter som Bacillus och streptokocker, samt olika protozoer.
Knappt hundra år senare lade den Wien-baserade läkaren Marcus Plenciz fram en genomtänkt framställning av mikrobteorin. Dessa och flera andra tidiga observationer lyckades i avsaknad av säkra bevis inte rubba den dominerande miasmateorin.
Mot slutet av 1700-talet hade variolisation mot smittkoppor spridit sig till Europa från Asien, där sedvänjan förekommit i Kina sedan åtminstone 1500-talet. År 1798 publicerade Edward Jenner sin förfinade version baserad på användning av kokoppor som kom att ge upphov till termen vaccination.
Den inflytelserike tyske läkaren Jakob Henle publicerade år 1840 en lång essä om vikten att inte fastna i miasmabegreppet utan istället förutsättningslöst pröva nya idéer. Samtidigt lade han fram förslag på vetenskapliga kriterier för att bevisa att ett påvisat smittämne orsakade en viss sjukdom.

### Semmelweis och vikten av handhygien
Under 1840-talet hade den ungerske läkaren Ignaz Semmelweis vid det Allmänna sjukhuset i Wien noterat att omkring 10 % av mammorna på sjukhuset avled i barnsängsfeber. Han noterade också att dödligheten var upp till tio gånger högre hos de mödrar som förlösts av läkare och inte av barnmorskor. Läkarna och deras studenter hade för vana att gå direkt från obduktionssalarna till förlossningen. Semmelweis noterade samma odör vid barnsängsfeber som på läkarnas händer efter obduktion och såg att antalet fall av sjukdomen minskade vid semestertider när inga obduktioner utfördes. Slutligen avled en kollega hastigt i feber efter att ha skurit sig vid obduktionen av en kvinna som avlidit av barnsängsfeber. Under året efter att Semmelweis infört obligatorisk handtvätt med klorlösning för både studenter och läkare så sjönk dödstalen på deras sida av avdelningen till en fjärdedel. Trots framgången lyckades han inte övertyga den medicinska opinionen med sina utmanande idéer. I samband med revolutionsåret 1848 tvingades han återvända till Ungern. När han till slut valde att publicera sina rön hindrades han även av sitt temperament och sina bristande tyskkunskaper. Manuskriptet som publicerades omkring 1860 framstod som förvirrat och raljerande. Samtidigt retade han upp opinionen genom att gå till intensiv attack mot sina meningsmotståndare. Hans rykte försämrades liksom hans mentala hälsa, varefter han dog under oklara omständigheter på mentalsjukhus.

### Snow och kolerans epidemiologi

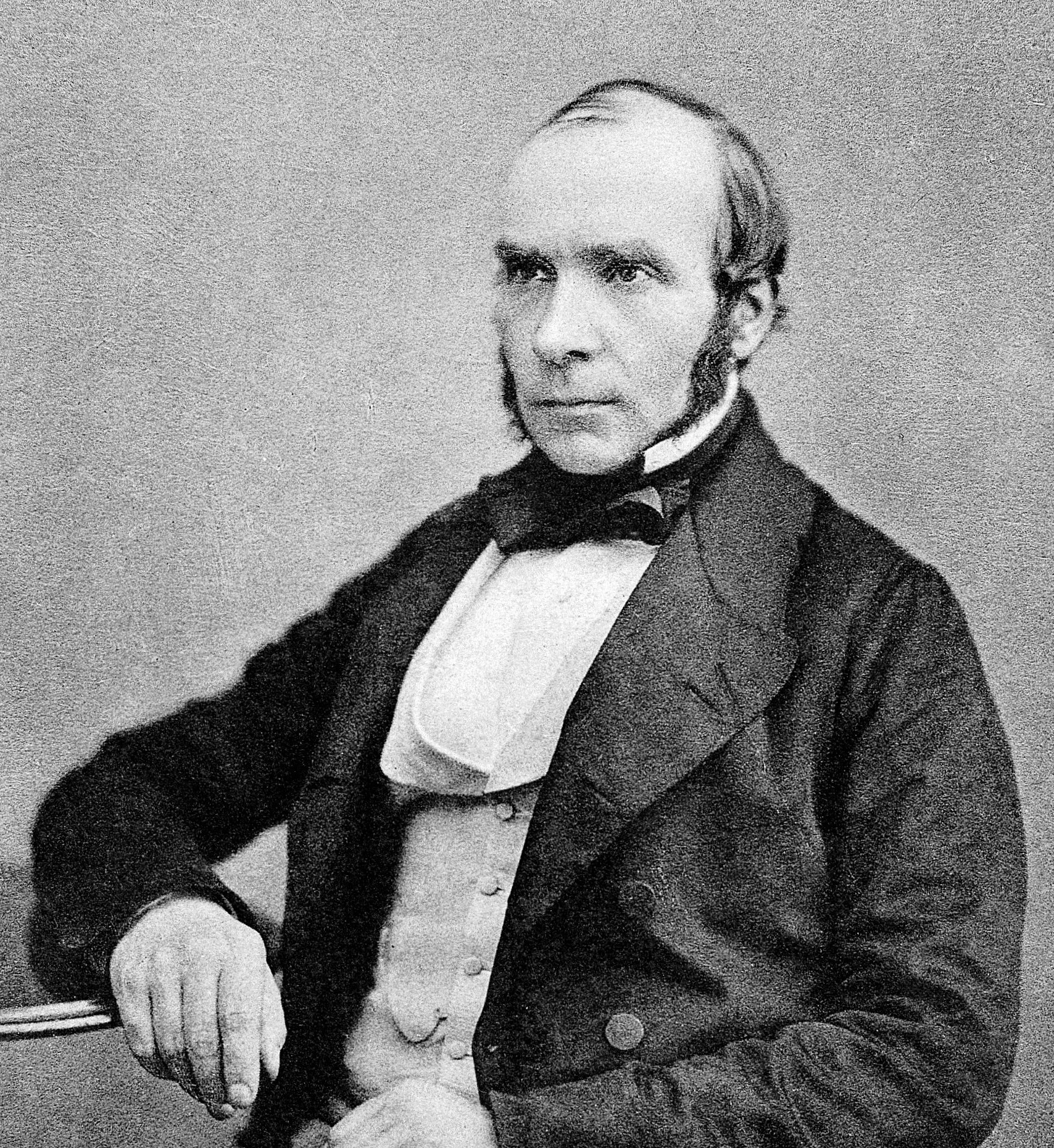
John Snow 1856

Avloppssystemet i London i början av 1800-talet ledde i många fall latrinen farligt nära stadens vattentäkter. Införandet av vattenklosetter i början av 1800-talet hade lett till ökade flöden i kloakerna vilket förvärrade problemet. Den första kolerapandemin drabbade England år 1831 och orsakade omkring 30 000 dödsfall i landet. Den vetenskapliga tidskriften Lancets novemberutgåva det året ägnade över fyrtio sidor åt att diskutera olika möjliga orsaker och avfärdade miasma till förmån för kontagionistiska teorier. Den ståndpunkten anammades inte av det medicinska etablissemanget som istället debatterade vilken variant av miasmateorin som var riktigast.
Den engelske läkaren John Snow föreslog i samband med kolerautbrottet i London 1849 att sjukdomen var vattenburen. I samband med den efterföljande koleraepidemin i London 1854 gjorde han epidemiologiska kartor som jämförde de smittades adresser med avståndet till olika vattenpumpar. Genom att beordra att handtaget till den misstänkta vattenpumpen på dåvarande Broad Street (Broadwick Street) togs bort, kunde han bidra till att epidemin ebbade ut. Snows undersökningar räknas som banbrytande inom epidemiologin, men det skulle dröja tre decennier innan Robert Koch lyckades identifiera den orsakande bakterien. Snow följde upp med en studie publicerad i British Medical Journal 1857 där han visade på en sexfaldig skillnad i antalet insjuknande mellan kunderna hos två olika vattenbolag. Motståndet mot vattenburen kolera var dock stort och kvarstod vid Snows död 1858. Efter att ytterligare en koleraepidemi drabbat staden 1866 vann hans teori mark, även Snows inflytelserike motståndare William Farr bytte sida. En renovering och utbyggnad av kloaksystemet hade redan dragit igång i samband med stanken i London 1858 och fortsatte fram till 1875. De förbättrade sanitära förhållandena ledde till att koleraepidemin 1866 blev Londons sista.

### Pasteur, självalstringen och mikrobiologin

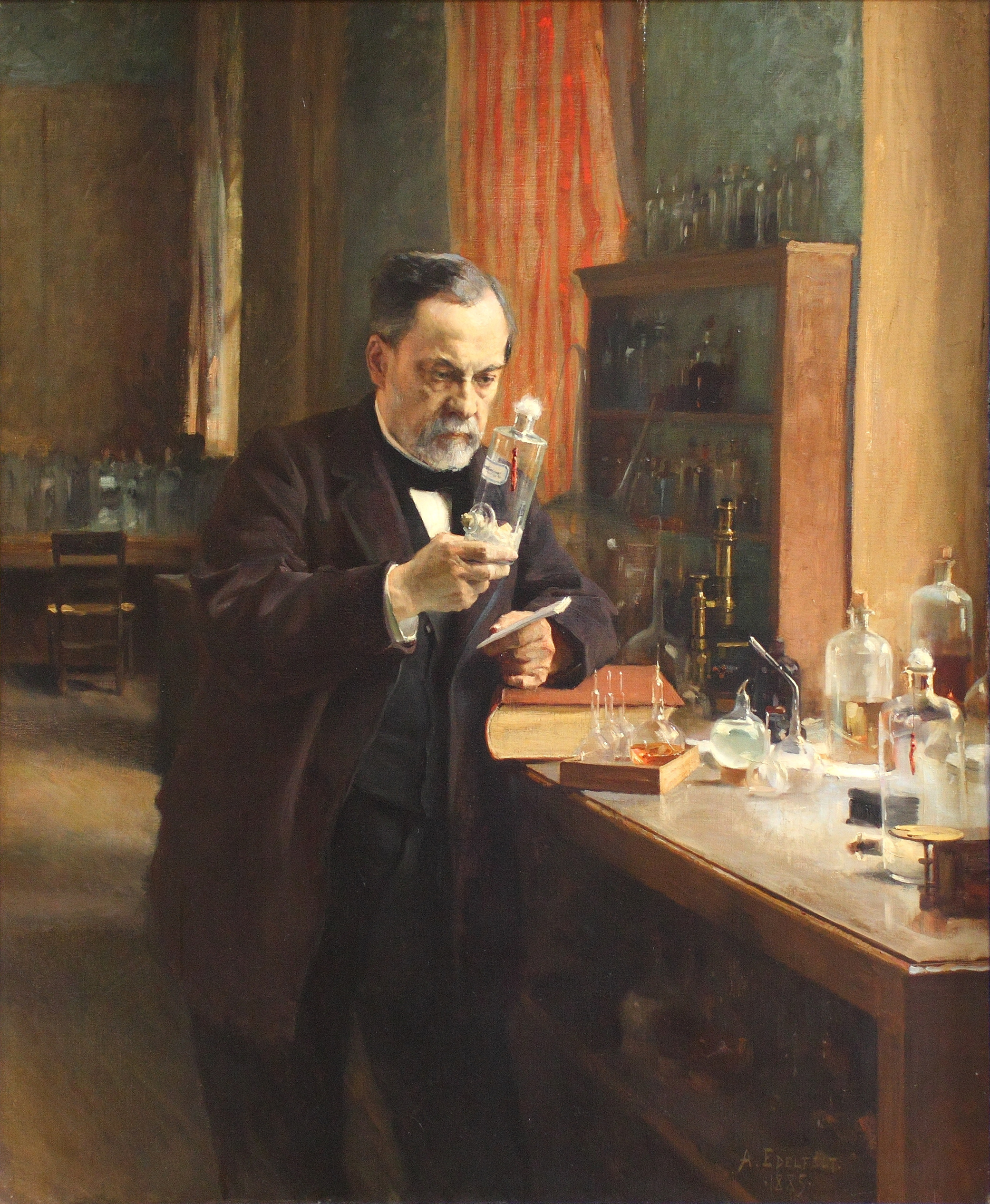
Louis Pasteur i sitt laboratorium, av Albert Edelfelt 1885.

Vid mitten av 1800-talet var det fortfarande en pågående vetenskaplig kontrovers huruvida levande organismer kunde uppstå ur intet eller av död materia genom självalstring. Försök hade redan gjorts under 1700-talet av Lazzaro Spallanzani och av Theodor Schwann 1837 som i princip motbevisade teorin, men den visade sig fortsatt livskraftig. Den franske vetenskapsmannen Félix Archimède Pouchet publicerade 1858 ett arbete till försvar av självalstringen, vilket sporrade den Franska vetenskapsakademien att instifta ett pris till den som en gång för alla lyckades bevisa eller motbevisa teorin.
Den franske vetenskapsmannen Louis Pasteur publicerade 1857 ett arbete om mikroorganismernas roll i jäsningsprocessen. Fram till dess hade man i vetenskapliga kretsar ansett att nedbrytningen vid jäsning var en rent kemisk process. För att motbevisa teorin om självalstring genomförde Pasteur en serie försök vars resultat sedan publicerades 1861. Genom att filtrera luft genom bomull kunde han peka på att flera organismer som deltog i nedbrytningen hölls tillbaka. Han följde upp med olika försök där han steriliserade biologiska ämnen genom upphettning och lät den vila i vakuum, vanlig luft eller steriliserad luft under olika yttre förhållanden. Hans mest kända experiment i serien använde flaskor med långa "svanhalsar" av glas. Flaskans innehåll steriliserades genom upphettning varvid ånga steriliserade den långa flaskhalsen. Invaderande mikrober fastnade sedan i flaskans hals medan dess innehåll lämnades oförstört. Försöken bevisade att sådana mikroorganismer fanns i den naturliga miljön och inte kunde uppstå genom självalstring. Den Franska vetenskapsakademien gick på Pasteurs linje och tilldelade honom priset. Trots priset var motståndet initialt mycket stort. Pouchet själv skulle fortsätta vidmakthålla självalstringens riktighet och många med honom.
Pasteurs vidare experiment tryggade den franska vinindustrin och möjliggjorde långväga export genom att uppfinna pastöriseringen. Metoden och mottagande av ytterligare vetenskapliga priser under 1860-talet ökade Pasteurs rykte samtidigt som motståndet steg för steg minskade. I mitten av 1860-talet började man på allvar tala om "The Germ Theory" i samband med ett sjukdomsutbrott hos silkesmaskar. Användningen blev mer utbredd under de kommande decennierna och trots att det fortfarande fanns högljudda kritiker började mikrobteorin få fäste. Begreppet mikrober hade nyligen myntats av kirurgen Charles-Emmanuel Sédillot och anammades av Pasteur i en rapport publicerad 1878. 

### Lister och aseptisk kirurgi

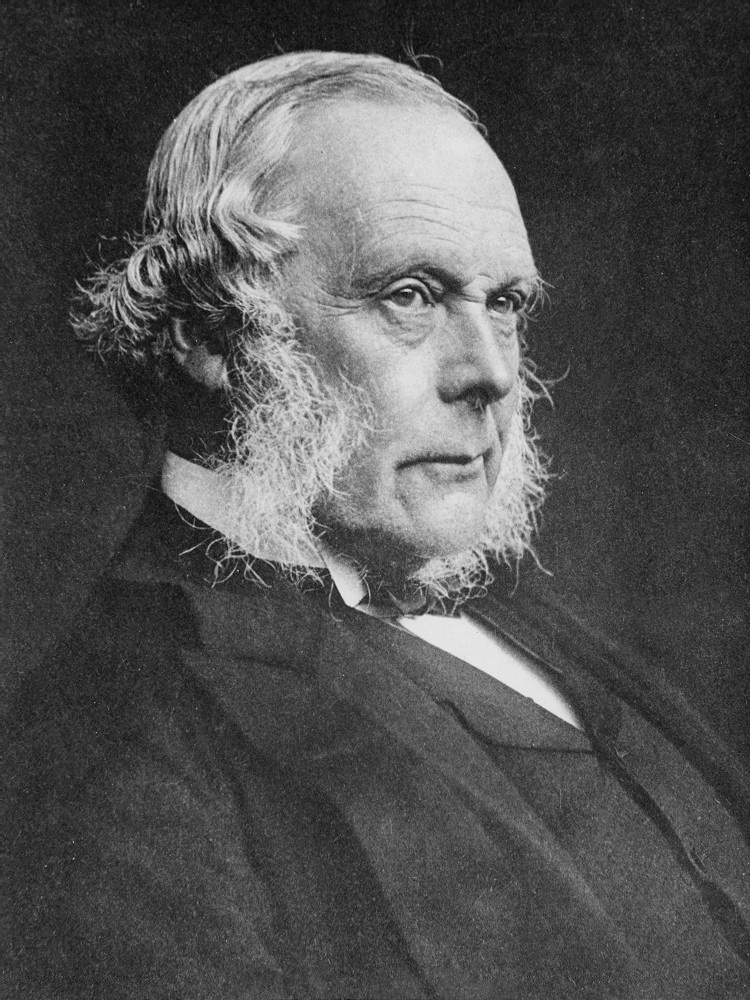
Joseph Lister 1896.

Den brittiske kirurgen Joseph Lister som själv tvivlade på miasmateorin och bekymrades av den höga andelen dödliga infektioner i samband med kirurgi, fick 1865 nys om Pasteurs experiment. Han hade även hört hur lokala bönder börjat använda fenol för att dekontaminera sina betesfält. Lister införande användningen av fenolindränkta bandage i samband med öppna benbrott, vilket kom att kraftigt minska risken för sårinfektioner och efterföljande död. Han fortsatte sina försök med att desinficera operationssalar, instrument, sårområde och händer med fenol i samband med operationer och publicerade sina rön i Lancet 1867. Metoden fick snart uppmärksamhet i vetenskapliga kretsar och banade i förlängningen vägen för aseptisk kirurgi.
Listers metod var dock inte utan kritiker och dess införande skulle dröja i övriga Storbritannien. Under de närmaste åren uppstod flera konkurrerande skolor inom aseptisk kirurgi. Att använda just fenol hade sina begränsningar eftersom den irriterade luftvägarna vid sprayning och de indränkta förbanden kunde skada huden. Metoden blev dock omdiskuterad vid en tysk kirurgkongress 1875, vilket bidrog till dess spridning i Europa. Listers inflytande över hundratals läkarstudenter och förhållandevis sansade ton i debatter med sina kritiker ledde till ökad acceptans också i hemlandet. Ändrade inställningar kring mikrobernas roll bidrog även till att Lister nu kunde få gehör där Semmelweis gått bet.

### Koch och bakteriologin

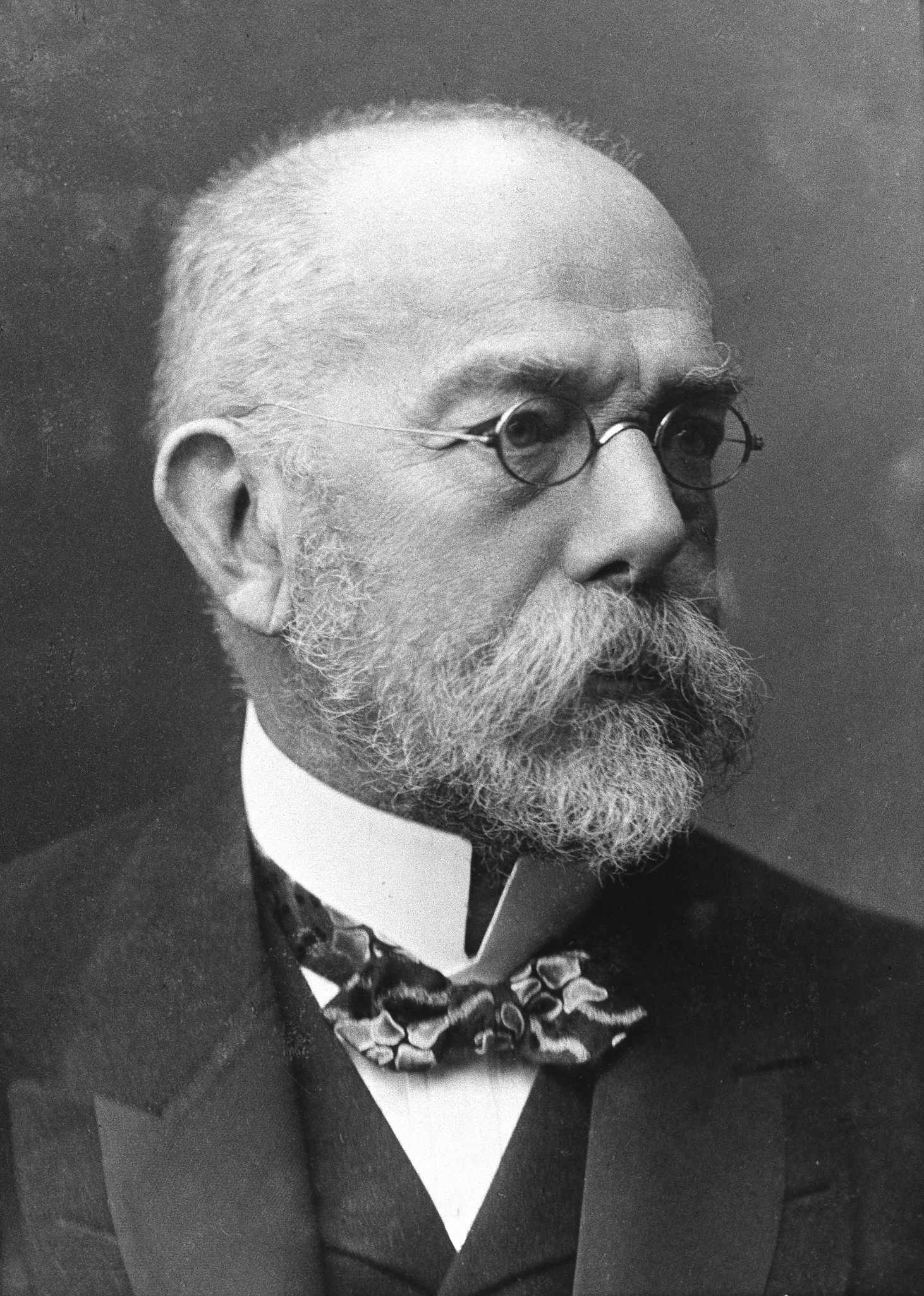
Robert Koch

Den tyske läkaren Robert Koch hade studerat under Jakob Henle vid Universitetet i Göttingen. Under 1870-talet utförde han omfattande studier av får som drabbats av mjältbrand. Vid den tiden gick åsikterna fortfarande isär huruvida de mikroorganismer man dittills observerat i anslutning till sjukdomar var orsaken till, eller snarare en konsekvens av sjukdomstillståndet. När Koch undersökte fårens blod i mikroskop upptäckte han stavformade strukturer som han sedan lyckades odla i sitt laboratorium. I senare experiment kunde han smitta möss med mjältbrand, både genom att injicera dem med det smittade fårblodet och genom att injicera dem med stavarna han odlat i sitt laboratorium. Hans rapport från 1876 om mjältbrandsbakteriens livscykel inklusive sporbildningen vann stor uppmärksamhet.
Efter att ha isolerat tuberkulosbakterien i laboratoriet kunde han 1882 hålla en presentation som skulle göra hans namn känt även utanför vetenskapliga kretsar. Den kritik som Koch hade befarat uteblev i princip helt. Själva bakterien var dock svårodlad, men Koch och hans kollegor hade löst problemen genom att utveckla fasta odlingsmedier, en särskild infärgningsteknik och genom användningen av moderna mikroskopitekniker. Men att identifiera bakterien var inte tillräckligt, Koch ville genom vetenskaplig metodik bevisa att den också orsakade sjukdomen. Han ställde upp en serie med fyra rekvisit kallade Kochs postulat (även Koch-Henles postulat), som han ansåg behövde uppfyllas för att säkerställa orsakssambandet.
1. Mikroorganismen måste finnas hos alla sjuka individer, men inte hos friska.
2. Mikroorganismen måste kunna isoleras och växa i en odlingskultur.
3. Mikroorganismen måste orsaka ett specifikt sjukdomstillstånd hos en tidigare frisk individ.
4. Mikroorganismen måste sedan kunna odlas fram från den insjuknade individen.

Genom djurförsök utförda på marsvin lyckades han 1884 visa att tuberkulos uppfyllde kraven enligt postulatet.
Under 1880-talet blossade det upp en långdragen vetenskaplig dispyt mellan Pasteur och Koch, delvis förvärrad av språkförbistringar. Under en vetenskaplig kongress i Genève 1882 kom båda att uppleva sig förorättade av den andres anförande. Ytterligare angrepp i fackpress och vid konferenser följde från båda sidor innan konflikten mot slutet av årtiondet ebbade ut. Men fejden mellan mikrobteorins två stora personligheter rubbade inte förtroendet för själva teorin som till slut gick segrande ur kampen mellan de två paradigmen.